# Johannes de Jong

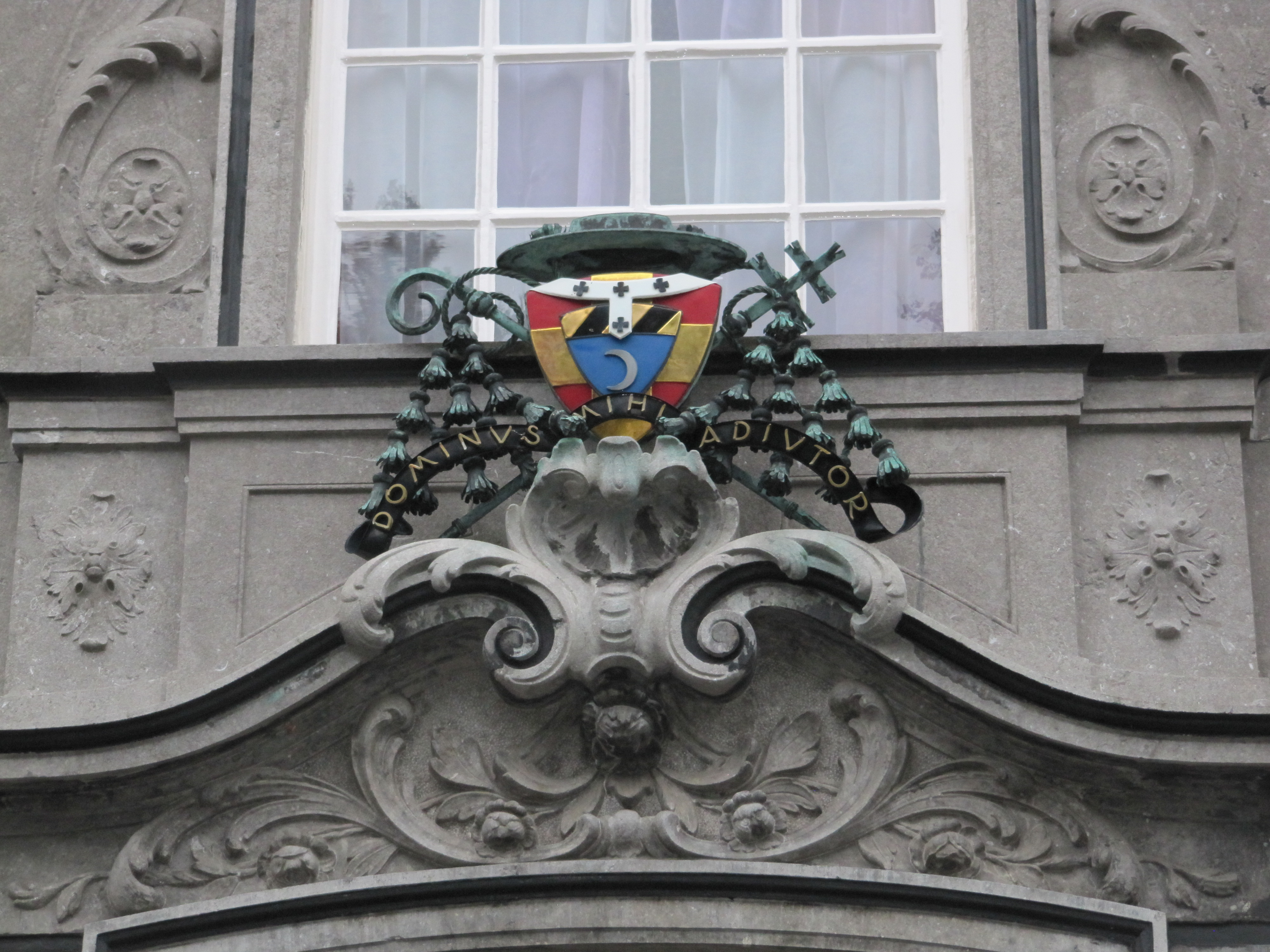
Wapen kardinaal De Jong als gevelsteen aan zijn sterfhuis, het vroegere Huis Cohen, aan de Zuidsingel in Amersfoort

Johannes (Jan) de Jong (Nes, Ameland, 10 september 1885 - Amersfoort, 8 september 1955) was een Nederlandse kerkhistoricus, aartsbisschop, kardinaal en metropoliet.

## Jeugd, opleiding en vroege loopbaan
Jan de Jong werd geboren als oudste van negen kinderen in het gezin van bakker Jan de Jong (1857-1930) en diens vrouw Trijntje Mosterman (1857-1900). Zijn broer Julius (1896-1923) was kapelaan en Wiebren (1898-1962) pastoor. 
Hij ontving zijn priesteropleiding aan de seminaries van Culemborg en Rijsenburg. Hij werd in 1908 tot priester gewijd en studeerde daarna te Rome waar hij promoveerde in de wijsbegeerte (1910) en in de godgeleerdheid (1911). Van 1911 tot 1914 was hij eerst kapelaan te Amersfoort en daarna conrector van de Zusters van O.L. Vrouw in die plaats. In 1914 werd hij professor kerkgeschiedenis aan het seminarie Rijsenburg. In de periode dat De Jong hoogleraar was kwam zijn standaardwerk Handboek der Kerkgeschiedenis tot stand, waarvan de twee delen tussen 1929 en 1931 verschenen. Het werd een verplicht studieboek op de priesteropleidingen in Nederland en in het Nederlandse taalgebied in België. In 1931 werd hij rector van het seminarie Rijsenburg. In 1933 werd hij aangesteld als kanunnik in Utrecht.

## Aartsbisschop
In 1935 werd hij coadjutor van de aartsbisschop van het aartsbisdom Utrecht, mgr. Joannes Jansen. Tegelijkertijd werd hij benoemd tot titulair aartsbisschop van Rhusium. Als wapenspreuk koos hij Dominus mihi adjutor (Uit Psalm 118:7 - De Heer is mijn helper). In zijn wapen zit de wassende maan van het wapen van Ameland.
In 1936 werd hij benoemd tot aartsbisschop van het aartsbisdom Utrecht waarmee hij eveneens metropoliet werd van de Nederlandse kerkprovincie. Het was voor het eerst dat de aartsbisschoppelijke zetel door een man van wetenschap en een doctor werd bezet. Zijn vier opvolgers hebben ook allen in Rome gestudeerd en zijn daar of elders gepromoveerd.
Gedurende de Tweede Wereldoorlog gaf De Jong, samen met dominee K. Gravemeijer, leiding aan het kerkelijk verzet tegen de Duitse bezetter. Zo vaardigde De Jong een door Titus Brandsma ontworpen verbod uit over het opnemen van NSB-advertenties in de rooms-katholieke dagbladen. Op 21 februari 1943 werd een bisschoppelijke brief in de kerken voorgelezen, waarin het episcopaat de Duitse misdaden sterk veroordeelde. Een bisschoppelijk mandement van 16 mei 1943 ging sterk in tegen de wegvoering en gedwongen tewerkstelling van Nederlanders in het buitenland.
Al in de oorlog ging De Jongs gezondheid zo achteruit dat hij het dagelijks bestuur van het aartsbisdom moest overlaten aan zijn vicaris-generaal Jan Geerdinck. Die zou het bestuur blijven voeren tot in 1951 een coadjutor zou worden benoemd.

### Kardinaal
Na de oorlog werd hij in februari 1946 door paus Pius XII tot kardinaal benoemd, de eerste keer dat 'Utrecht' een kardinaal kreeg sinds de Reformatie. Hij kreeg als titelkerk de basiliek van San Clemente toegewezen. Dat was een hoffelijk gebaar van Rome want Clemens is de patroonheilige van Ameland, waar de kardinaal geboren was. De Jong was niet in staat het Consistorie in Rome bij te wonen; pas in 1951 reisde hij naar Castel Gandolfo om alsnog van Pius XII zijn rode hoed te ontvangen.

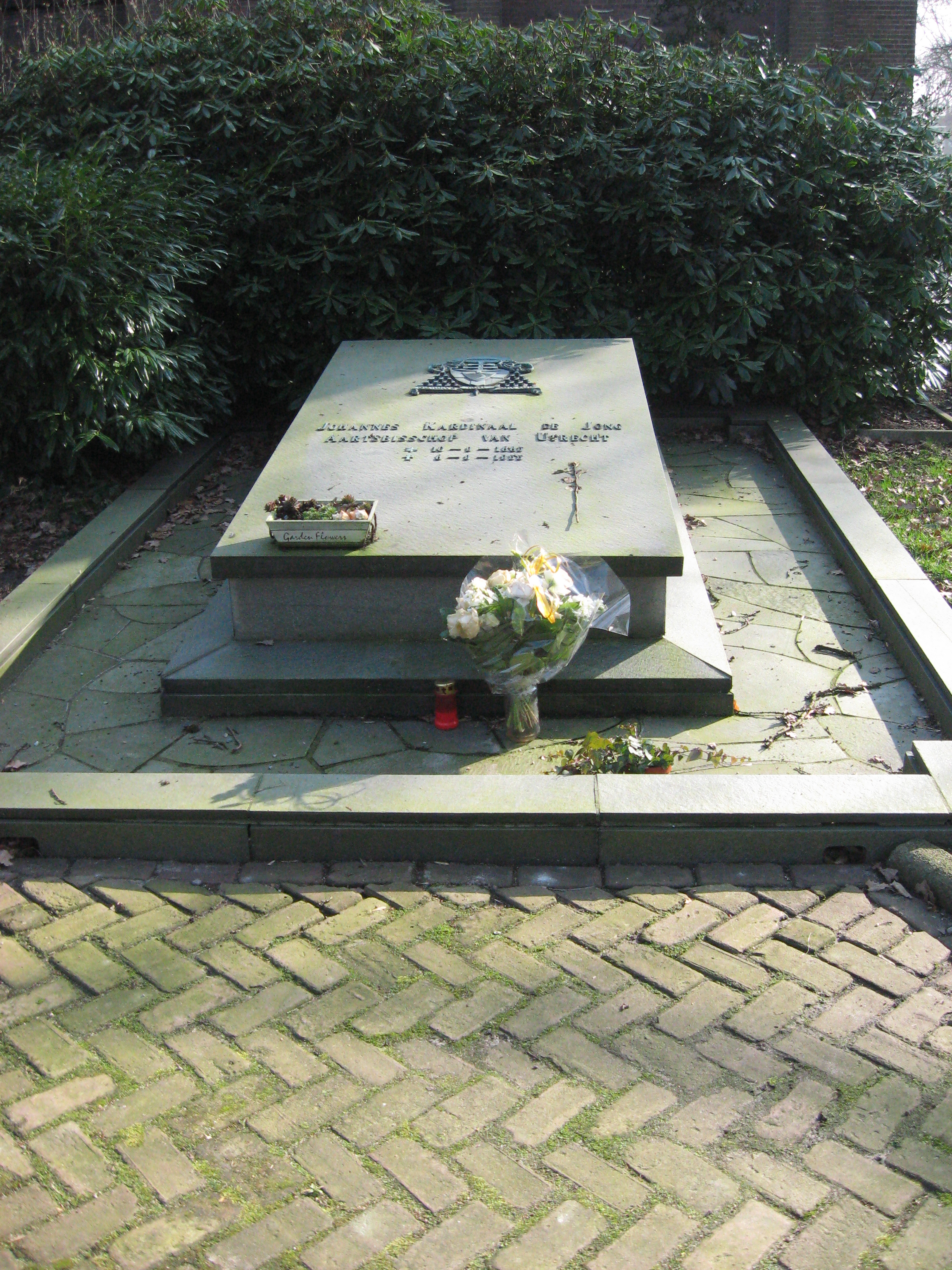
Graf van kardinaal De Jong op de Begraafplaats St. Barbara in Utrecht

In 1951 moest hij zich vanwege zijn zwakke gezondheid terugtrekken uit het bestuur van het aartsbisdom. Tot zijn coadjutor werd Bernardus Alfrink benoemd, niet Geerdinck, aan wie De Jong de voorkeur gaf. De Jong trok zich terug in Amersfoort, het klooster van de zusters waar hij lang geleden conrector was geweest en waar hij in 1955 overleed. In 1953 sprak hij nog wel - via een bandopname - de geliefde gelovigen toe, ter gelegenheid van de manifestatie Honderd jaar Kromstaf. De ontroerde aanwezigen in het Stadion Galgenwaard begroetten deze toespraak met het langdurig scanderen van Lang leve de Kardinaal!. Alfrink volgde hem op als aartsbisschop.
Kardinaal De Jong was ridder-grootkruis in de Orde van de Nederlandse Leeuw; deze hoogste civiele Nederlandse onderscheiding viel behalve aan zijn opvolger kardinaal Alfrink sindsdien vrijwel uitsluitend toe aan leden van de koninklijke familie, staatshoofden, select aantal buitenlandse politici, Willem Drees, Louis Beel, Ruud Lubbers, Joseph Luns, Jelle Zijlstra en Mark Rutte.

## Nagedachtenis en vernoeming
Kardinaal Wim Eijk diende in 2017 een aanvraag in bij het Israëlisch herdenkingscentrum van de Holocaust Yad Vashem om De Jong te onderscheiden als Rechtvaardige onder de Volkeren, omdat hij zich tijdens de oorlog gekeerd had tegen de Jodenvervolging. Eijk trok de aanvraag echter in omdat  Felix van de Loo, een naaste medewerker van De Jong, na de oorlog had geprobeerd om zijn neef en oorlogsmisdadiger Willem van de Loo te redden van het vuurpeloton. Het was op dat moment onduidelijk of De Jong hiervan wist, zijn rol tijdens de oorlog stond niet ter discussie. Toch was de onrust rond de kwestie genoeg reden voor Eijk om de aanvraag in te trekken. In juli 2020 werd bekend dat er brieven waren opgedoken waarin De Jong schreef niet te willen meewerken aan een gratieverzoek voor Willem van de Loo en twaalf andere terdoodveroordeelden. Hierop werd de aanvraag voor een Yad Vashem-onderscheiding weer opgepakt. Begin 2022 kreeg De Jong postuum inderdaad de Yad Vashem-onderscheiding toegekend. De oorkonde en medaille werden op 19 september 2022 in de Paushuize in Utrecht door de Israëlische ambassadeur in Nederland Modi Ephraïm uitgereikt aan familieleden van De Jong.
In Utrecht-Oost is de Kardinaal de Jongweg, een drukke verkeersader, naar de voormalige bisschop vernoemd. Andere vernoemingen zijn de Kardinaal de Jongweg in Nes op Ameland (waar ook een standbeeld van hem staat en een school naar hem vernoemd) en in Eindhoven; in Bergen op Zoom en in Didam is er een Kardinaal de Jonglaan, een Kardinaal de Jongplein in Tilburg en in Oss, een -straat in Angeren, Valkenswaard, Zevenaar en Rijen (opsomming niet volledig) en een Kardinaal de Jongsingel in ‘s-Hertogenbosch. In Rotterdam was er jarenlang de Kardinaal de Jongschool in de wijk Lombardijen. Ook in Den Haag en Alkmaar zijn er Kardinaal de Jongscholen.
In 1950 werd de eerste katholieke school op Ameland gesticht. Deze kwam in Nes naast de katholieke kerk te staan. De kardinaal vond het een eer dat op zijn geboorte-eiland een school naar hem vernoemd werd. Hij wilde echter geen beeld van hemzelf op de gevel hebben en koos de H. Willibrordus uit.